# 堂洞合戰
堂洞合戰（日语：／ Dōhoragassen）是在永祿8年8月28日（1565年9月22日），織田信長、加治田眾與齋藤龍興勢力的岸信周於美濃國堂洞城一帶（現岐阜縣加茂郡富加町夕田一帶）爆發的一場合戰。

## 背景
為了阻擋信長攻佔美濃，關城主長井道利、加治田城主佐藤忠能和堂洞城主岸信周結盟，並且接納道利的意見，將忠能之女八重綠作為岸氏的養女（人質），從而鞏固同盟關係。然而，忠能派居於加治田城的平民梅村良澤前往織田氏的犬山城，通過丹羽長秀的介紹成為信長的內應。鵜沼城和猿啄城先後落入織田軍手中，而猿啄城將多治見修理亮則逃往甲斐，其餘戰敗的士兵則進入堂洞城與岸軍匯合。
信長派金森長近為使者前往堂洞城招降，但是遭到信周拒絕，其嫡子岸信房在長近面前將自己的兒子斬首，以表示其決心，長近只好離去。岸軍在準備合戰期間，在堂洞城對面的長尾丸山將作為人質的八重綠處以磔刑。當晚，忠能的家臣西村治郎兵衛潛入岸軍陣營，成功盜取八重綠的遺體，並且將其安葬於加治田的龍福寺。

## 堂洞城攻城戰
織田和加治田眾聯軍分別從西、南和北三個方位進攻堂洞城，西和南由織田氏家臣長秀、河尻秀隆和森可成負責，北面則有忠能率領的加治田眾負責。另一方面，岸氏則由信周防守堂洞城的南和西面，北面則由信周之嫡子信房負責。信長在高畑山（現富加町高畑）設下本陣，從而將堂洞和關城分隔開，關城主道利率領援軍渡過津保川，信長便在高畑的森林將其擊退。信長騎馬到處指揮各部隊。
從西面進攻的織田軍受制於險峻的地形，無法突破岸軍的伏兵組成的防線，但是從北面進攻的佐藤父子倚仗熟悉地形的優勢，沿山路攻向堂洞城，信房雖然多次將其擊退，但是隨著戰事陷入苦戰，岸軍死傷慘重，信房自己也有三處地方受傷，最終他切腹自殺。
南面織田軍的太田牛一則放箭攻擊對手，立下戰功。岸軍則一邊撤退一邊還擊，信周之妻亦持長刀揮舞抵抗。然而，織田軍的秀隆和可成在日落時分攻進堂洞城，長秀則攻進本丸。在敵我難分的亂戰中，信周夫妻在詠唱辭世之歌後互刺身亡，信周之弟岸信貞亦奮戰而死，堂洞城最終被攻佔。

## 戰後
攻佔堂洞城當晚，信長在加治田城的佐藤父子的屋敷暫住一晚，翌日在城下實地巡視。信長在返回犬山途中，於井之口遭到道利軍和齋藤龍興的3,000兵力突襲，織田軍當時只有800名士兵，在難以戰鬥的情況下倉遑撤退至鵜沼。其後，道利進攻加治田城，信長便派齋藤利治前往支援，最終在這場關、加治田合戰中，關城亦被攻佔。
織田軍攻佔堂洞城後雖然將其廢棄，不過後來在加治田、兼山合戰中，森長可曾經以堂洞城遺址作本陣。